# Hohenwestedt
Hohenwestedt (in basso tedesco Wiste) è un comune di 5 393 abitanti dello Schleswig-Holstein, in Germania.
Appartiene al circondario (Kreis) di Rendsburg-Eckernförde (targa RD) ed è parte della comunità amministrativa (Amt) di Mittelholstein.

## Amministrazione

### Gemellaggi
- Billund
- Müncheberg